# 南北共同連絡事務所
南北共同連絡事務所または北南共同連絡事務所（朝鮮語: 남북공동연락사무소（南） / 북남공동련락사무소（北）、英語: Inter-Korean Liaison Office）は、かつて開城工業地区に存在していた連絡事務所である。正式な外交関係がない南北朝鮮の窓口として、大韓民国（韓国）と朝鮮民主主義人民共和国（北朝鮮）が共同で運営していた。

## 概要
2018年4月27日に板門店で開催された南北首脳会談において、韓国大統領の文在寅と北朝鮮国務委員会委員長（朝鮮労働党委員長）の金正恩が連名で発表した『板門店宣言』に基づき、北朝鮮側の開城工業地区に設置された。実質的には、北朝鮮における韓国の事実上の大使館として機能し、南北朝鮮間を直接繋ぐ連絡チャンネルとしての役割を担っていた。
事務所の所長として、韓国側からは統一部次官の千海成（チョン・ヘソン／천해성）、北朝鮮側からは祖国平和統一委員会副委員長の田鍾秀（チョン・ジョンス／전종수）の二人が就任した。ただし、2019年3月22日に田鍾秀が撤収してからは北朝鮮側所長が不在となっていた。
中央日報によれば、連絡事務所を建設することにした当時、土地は北朝鮮の所有地だが建設費は韓国側が全額負担することにし、韓国政府は南北首脳会談があった2018年に南北共同連絡事務所建設として103億ウォン、翌2019年に54億3800万ウォン、2020年は5月までで11億4500万ウォンを投じ、建設費と運営費などとして3年間に使用された金額は総額168億8300万ウォン（約15億円）に及んた。また統一部が公開した資料によると、南北がやりとりした文書は事務所開設後の2018年9月14日から2020年5月30日までで韓国から北朝鮮へ72件、北朝鮮から韓国へ60件で合計132件であり、具体的な内容には言及しなかったが、交流協力事業関連が85件、当局会談と実務会議関連が31件、遺体引き渡し関連が16件の順だと明らかにした。
2020年6月5日、北朝鮮の最高指導者である金正恩党委員長を批判するビラを軍事境界線以北に向けて飛ばす脱北者団体への韓国側の対応を不満とした北朝鮮側が施設の閉鎖を発表、同月16日午後2時49分ごろに北朝鮮により爆破・破壊された。

## 歴史
2018年4月、板門店で開催された南北首脳会談で南北共同連絡事務所の設置について合意。2018年9月、開城に開所した。共同連絡事務所は2005年に開所した南北交流協力協議事務所の建物を改・補修して使用されていた。
週1回、事務所の両代表による定例協議を開催。しかし、2019年2月米朝首脳会談（ハノイ会談）以降は事務所の両代表による定例協議は中断した。
2019年3月22日、北朝鮮は南北共同連絡事務所から全職員を引き揚げた。韓国は北朝鮮に早期に復帰するよう要求しており、韓国側職員は南北共同連絡事務所での勤務を継続。3月25日、北朝鮮側職員の一部が業務に復帰し、29日には撤収以前の水準に戻ったが、依然として所長や所長代理は不在であり、所長会議は中断したままであった。
2020年1月30日、新型コロナウイルスが世界的に広がる中、南北連絡代表が協議を開き、事態が収束するまで、連絡事務所の運営を暫定的に中止することを決めた。今後、韓国側の全職員は早期に撤収し、閉鎖期間中の南北間連絡手段として、ソウル・平壌間の直通電話とファクスを開設し、南北間連絡チャンネルは維持するものとした。
2020年6月5日、朝鮮労働党統一戦線部は韓国の脱北者団体が金正恩党委員長を批判するビラを北朝鮮に向けて飛ばすことを韓国政府が放置していることを理由に、南北接触の窓口となっている共同連絡事務所を閉鎖すると発表した。統一戦線部の発表によると、共同連絡事務所の閉鎖は金正恩の妹で党第一副部長の金与正の指示によるものとしている。
2020年6月16日午後2時49分、同事務所は北朝鮮に爆破された。なお前述の通り、既に閉鎖されている状態だった。
2020年6月17日、金与正は新たな談話を発表し、そこで脱北者団体のビラ散布が『板門店宣言』第2条第1項「軍事境界線一帯で拡声器放送とビラ散布をはじめとする全ての敵対行為を中止する」とした条項に違反したとして、脱北者団体のビラ散布を黙認してきた韓国側を厳しく非難した。
2023年6月14日、韓国政府は北朝鮮政府に爆破した事に対する損害賠償として447億ウォンの支払いを求めてソウル中央地裁に提訴した。